# Tampon higieniczny

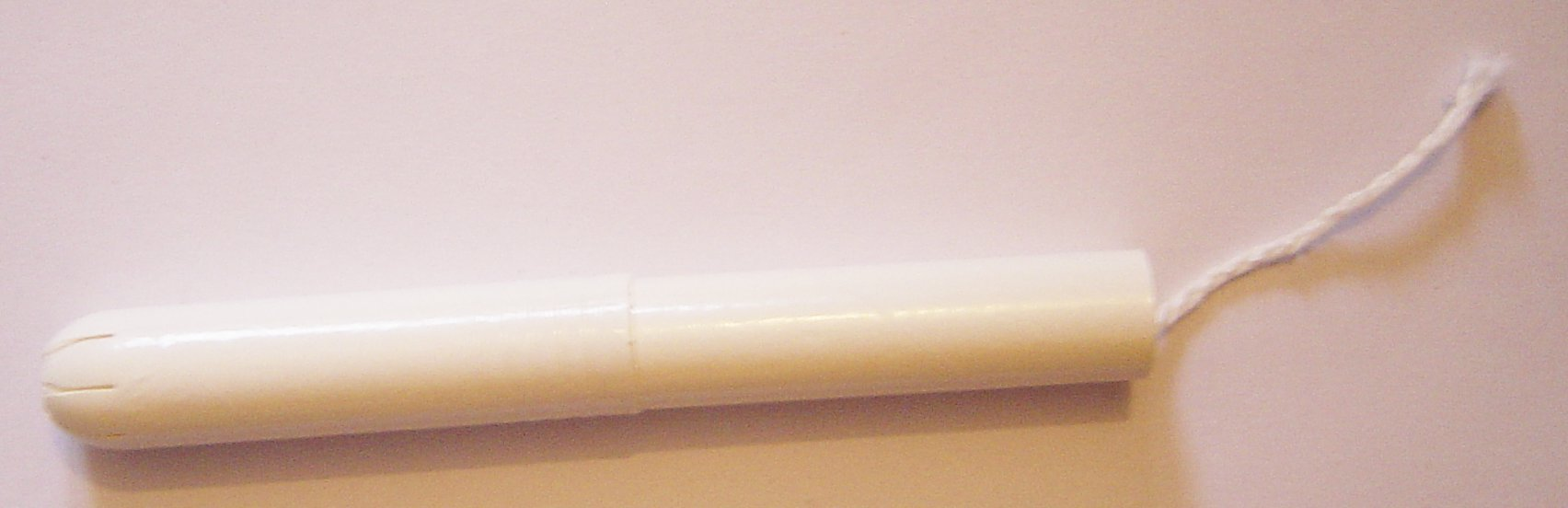
Tampon z aplikatorem

Schemat przedstawiający położenie tamponu w pochwie

Tampon higieniczny – jeden ze środków higienicznych przeznaczonych dla kobiet w czasie menstruacji. Tampony wykonuje się ze sprasowanej waty (bawełny). Cylindryczny kształt ułatwia wprowadzenie tamponu do pochwy, zaś wyprowadzony na zewnątrz sznurek ułatwia jego późniejsze wydostanie. Tampony, podobnie jak podpaski, absorbują upławy menstruacyjne i krew, jednak dzięki pozostawaniu w pochwie zapobiegają powstawaniu nieprzyjemnego zapachu, sprzyjają czystości i komfortowi. Podobnym, lecz mniej znanym, środkiem higieny gromadzącym krew menstruacyjną jest kubeczek menstruacyjny.
Tampony są dostępne w różnych rozmiarach i o zróżnicowanej, dostosowanej do potrzeb, chłonności. W dzień należy je zmieniać co 4–6 godzin. W nocy mogą pozostać w pochwie nawet do 8 godzin.

## Historia

### Starożytność
Przyjmuje się, że jednorazowe tampony tamujące i pochłaniające krew menstruacyjną były używane już w starożytnym Egipcie. Informację taką podaje również jeden z producentów tamponów. Wykonywano je ze zmiękczonych i zrolowanych liści papirusu. Podobne tampony były również używane w celach antykoncepcyjnych – nasączano je substancjami, którym przypisywano znaczenie magiczne, ale także zmieniającymi odczyn pH pochwy i mającymi rzeczywiste działanie antykoncepcyjne, m.in. mlekiem, miodem i odchodami krokodyli. Wątpliwości dotyczące stosowania tamponów przez Egipcjanki związane są z tłumaczeniem i interpretacją hieroglifów.

### Tampony z aplikatorem
W nowożytnym świecie tampon został po raz pierwszy opatentowany w 1929 przez Earle’a Haasa, lekarza z Denver w Kolorado. Patentu udzielono 19 listopada 1931, wraz z rejestracją znaku towarowego tampax. Prawa do produkcji zostały sprzedane w 1934 Gertrudzie Tenderich, biznesmence z Wyoming. Założona przez nią firma nosiła nazwę Tampax Sales Corporation. Rozpowszechnienie tamponów w owych latach było trudne z powodu niechęci środków masowego przekazu do reklamy takiego produktu; podstawowym narzędziem jego promocji stał się marketing szeptany oraz reklama metodą door-to-door. Do wzrostu popularności tamponów przyczyniła się druga wojna światowa, jako okres, w którym kobiety masowo podejmowały pracę. W 1984 firma produkująca tampony tampax zmieniła nazwę na Tambrands Inc. i w 1997 weszła w skład grupy Procter & Gamble.
Tampony wynalezione przez Haasa były wykonane z elastycznego materiału, którego objętość w stanie rozprężonym utrudniała umiejscowienie tamponu w pochwie. Częścią wynalazku Haasa był aplikator umożliwiający włożenie do pochwy ściśniętego nim tamponu.

### Tampony bez aplikatora
Pracę nad tamponami bez aplikatora rozpoczęła pod koniec lat trzydziestych niemiecka ginekolog Judith Esser Mittag. Jej wynalazkiem z 1940 jest tampon bez aplikatora (ang. digital tampon), wykonany w postaci sprasowanej, rozprężający się w pochwie pod wpływem ciepła i wilgoci. Masową produkcję takich tamponów, nazwanych O.B. (od niemieckich słów Ohne Binde „bez podpaski”), rozpoczął niemiecki inżynier Carl Hahn, we współpracy z prawnikiem Heinzem Mittagiem. Ich firma, Carl Hahn GmbH została w 1974 przejęta przez koncern Johnson & Johnson.

### Tampony w Polsce
Patenty obejmujące tampony higieniczne z rozmaitymi cechami wyróżniającymi zostały udzielone, między innymi, Wrocławskiej Akademii Medycznej (w 1969) oraz Hiszpanowi Pedro Cabeceran Marginetowi (w 1974).

## Zalety stosowania tamponów[11]
- brak dyskomfortu podczas menstruacji
- wchłania wydzielinę wewnątrz ciała, co zapobiega powstaniu nieprzyjemnego zapachu
- jest bardziej dyskretny niż podpaska
- można się z nim kąpać
- podczas snu tampon nie przemieszcza się (mniejsze ryzyko zaplamienia pościeli)

## Wady stosowania tamponów[11]
- możliwość podrażnienia nabłonka pochwy oraz rozwoju nieprawidłowej flory bakteryjnej
- według niektórych lekarzy nie powinien być używany w nocy
- przy dłuższym niezmienianiu tamponu (powyżej 10 godzin) może dojść do rozwinięcia się zespołu wstrząsu toksycznego
- przez niektórych ginekologów nie jest zalecany podczas pierwszego krwawienia lub poniżej 12. roku życia
- nie jest zalecany dla kobiet mających obfite miesiączki (konieczność częstej zmiany)
- nie jest wskazany dla kobiet stosujących wkładkę domaciczną